# Se (poesia)
Se (in inglese If—) è una poesia di Rudyard Kipling, scritta all'incirca nel 1895 come tributo a Leander Starr Jameson.
Esempio letterario dello stoicismo dell'età vittoriana, fu pubblicata in Rewards and Fairies (1910), raccolta di poesie e racconti, ed è composta nella forma di lettera a un figlio.
Contiene una serie di precetti e istruzioni su come comportarsi o, meglio, spiega che colui che riesca a conseguire questi comportamenti è davvero degno di essere chiamato Uomo.
La poesia ha uno scopo di natura educativa ed esplicativa che la rende nella vera forma ritmico-narrativa presente anche nella traduzione italiana, un componimento più che una poesia a sé, composta dall'alternarsi di A-A-D-A-D-B-C-B-C, con l'aggiunta di 3 versi nella seconda strofa rispetto alla prima e le altre due da 8 versi l'una. La consonanza A e l'assonanza E usati nella prima strofa sono ripresi ancora nella seconda, mentre nelle altre due successive termina senza alterazioni forma di 9-12-8-8 per un totale di 36 versi in 4 strofe, quindi: E-F-E-G-F-G-H-I-L-H-L-I; M-N-M-N-O-P-O; Q-R-S-R-Q-R-Q-R.
In sintesi si "diventa davvero uomini" solo quando si posseggono le virtù di equilibrio descritte dal poeta, manifesto dell'epoca vittoriana.

## La poesia
If you can keep your head when all about you

Are losing theirs and blaming it on you;

If you can trust yourself when all men doubt you,

But make allowance for their doubting too:

If you can wait and not be tired by waiting,

Or being lied about, don't deal in lies,

Or being hated, don't give way to hating,

And yet don't look too good, nor talk too wise;

If you can dream—and not make dreams your master;

If you can think—and not make thoughts your aim,

If you can meet with Triumph and Disaster

And treat those two impostors just the same:

If you can bear to hear the truth you've spoken

Twisted by knaves to make a trap for fools,

Or watch the things you gave your life to, broken,

And stoop and build 'em up with worn-out tools;

If you can make one heap of all your winnings

And risk it on one turn of pitch-and-toss,

And lose, and start again at your beginnings

And never breathe a word about your loss:

If you can force your heart and nerve and sinew

To serve your turn long after they are gone,

And so hold on when there is nothing in you

Except the Will which says to them: "Hold on!"

If you can talk with crowds and keep your virtue,

Or walk with Kings—nor lose the common touch,

If neither foes nor loving friends can hurt you,

If all men count with you, but none too much:

If you can fill the unforgiving minute

With sixty seconds' worth of distance run,

Yours is the Earth and everything that's in it,

And—which is more—you'll be a Man, my son!
Se riuscirai a mantenere la calma quando tutti intorno a te

la perdono, e te ne fanno una colpa.

Se riuscirai a avere fiducia in te  quando tutti ne dubitano,

ma anche a tener conto del dubbio.

Se riuscirai ad aspettare senza stancarti di aspettare,

O essendo calunniato, non rispondere con la calunnia,

O essendo odiato a non lasciarti prendere dall'odio, 

Senza tuttavia sembrare troppo buono, né parlare come avessi tutte le risposte;

Se riuscirai a sognare, senza fare del sogno il tuo padrone;

Se riuscirai a pensare, senza fare del pensiero il tuo scopo,

Se riuscirai a confrontarti con Trionfo e Rovina

E trattare allo stesso modo questi due impostori.

Se riuscirai a sopportare di sentire le verità che hai detto

distorta dai furfanti per ingannare gli sciocchi,

o a vedere le cose per cui hai dato la vita, distrutte,

e piegarti a ricostruirle con strumenti ormai logori.

Se riuscirai a fare un solo mucchio di tutte le tue fortune

e rischiarle in un colpo solo a testa e croce,

e perdere, e ricominciare di nuovo dal principio

senza mai far parola della tua perdita.

Se riuscirai a costringere cuore, nervi e tendini

a servire il tuo traguardo quando sono da tempo sfiniti,

E a tenere duro quando in te non resta altro 

se non la Volontà che dice loro: "Tenete duro!"

Se riuscirai a parlare alla folla e a conservare la tua virtù,

O passeggiare con i Re, senza perdere il senso comune,

Se né i nemici né gli amici più cari potranno ferirti,

Se per te ogni persona conterà, ma nessuno troppo.

Se riuscirai a riempire l’inesorabile minuto

Con un istante del valore di sessanta secondi,

Tua sarà la Terra e tutto ciò che è in essa,

E — quel che più conta — sarai un Uomo, figlio mio!
(Rudyard Kipling, Se)